# Notoglyptus
Notoglyptus is een geslacht van vliesvleugeligen uit de familie Pteromalidae. De wetenschappelijke naam van dit geslacht werd voor het eerst geldig gepubliceerd in 1917 door Masi.

## Soorten
Het geslacht Notoglyptus omvat de volgende soorten:
- Notoglyptus bidentatus Heydon, 1988
- Notoglyptus jujuyensis (Neder de Román, 1999)
- Notoglyptus luteicrus Heydon, 1988
- Notoglyptus nesiotes Heydon, 1988
- Notoglyptus scutellaris (Dodd & Girault, 1915)
- Notoglyptus tzeltales Heydon, 1988